# Псилоцибинска гљива
Псилоцибинска гљива је једна од полифилетичких група гљива које садрже било које од различитих психоделичних једињења, укључујући псилоцибин, псилоцин и баеоцистин.
Уобичајени термини за псилоцибинске печурке укључују психоделичне гљиве, бумове, магичне печурке, гљивице и кашa. Биолошки родови који садрже псилоцибинске печурке укључују Цопеландиа, Гимнопилус, Иноцибе, Мицена, Панаеолус, Пхолиотина, Плутеус и Псилоцибе. Псилоцибинске печурке су коришћене у древним религијским обредима и церемонијама. Оне могу бити приказани у каменим стенама у Европи и Африци, али су најпознатије у претколумбовским скулптурама и хијероглифима виђеним широм Централне и Јужне Америке.

## Историја

### Рано доба
Праисторијска камена уметност у близини Виљар дел Хума, Шпанија, нуди хипотезу да је Псилоцибе хиспаница коришћен у верским ритуалима прие 6000 година, и да уметност у Тасили пећинама у јужном Алжиру од 7.000 до 9.000 година може показати врсту Псилоцибе маиреи.
Халуциногене врсте рода Псилоцибе имају историју употребе међу домородачким народима у Мезоамерици за верску заједницу, врачање и исцељење, од претколумбовских времена до данашњих дана. У Гватемали су пронађени камене гљиве и мотиви. Статуе од 200 год. пре нове ере приказују гљиву која јако личи на Псилоцибе мексикана пронађена је у западној мексичкој осовини и коморној гробници у држави Колима. Псилоцибе врста је позната Астецима као теонанакатл (дословно "божанска гљива" - аглутинативни облик теотл (бог, свети) и нанакатл (гљива) у Нахуатл) и наводно је служио на крунидби Астецког владара Монтезума другог 1502. Астеци и Мазатеци су псилоцибине печурке називали генијалним, дивинаторним и чудесним печуркама, када се преведе на српски. Бернардино де Сахагун је објавио ритуално коришћење теонанакатла од стране Астека, када је отпутовао у Централну Америку након експедиције Хернана Кортеса.
Након шпанског освајања, католички мисионари су водили кампању против културне традиције Астека, одбацујући Астеке као идолопоклонице, а коришћење халуциногених биљака и печурака, као и друге предхришћанске традиције, брзо је потиснуто. Шпанци су веровали да је гљива дозволила Астецима и другима да комуницирају са ђаволима. Преводећи људе у католицизам, Шпанци су се залагали за прелазак са теонанакатла на католичку свету Еухаристију. Упркос овој историји, у неким удаљеним областима, употреба теонанакатла је и даље присутна.

Прво помињање халуциногених гљива у европској медицинској литератури појавило се у Лондонском медицинском и физичком часопису из 1799. године: мушкарац је служио Псилоцибе семиланцеата гљивама које је за доручак брао у лондонском парку Грин Парк. Доктор који их је третирао касније је описао како је најмлађе дете "нападнуто нападима неумереног смеха, док га ни претње његовог оца или мајке могли смирити." 

### Употреба у Европи
Године 1955. Валентина Павловна Васон и Р. Гордон Васон постали су први познати европски Американци који су активно учествовали у церемонији аутохтоних гљива. Васонси су много урадили да би објавили своје откриће, чак и објавили чланак о својим искуствима у Животу 1957. Године 1956. Роџер Хеим је идентификовао психоактивну гљиву коју су Васонси вратили из Мексика као Псилоцибе, а 1958. Алберт Хофман је први идентификовао псилоцибин и псилоцин као активну супстанцу у овим гљивама.
Инспирисан чланком Васонс 'Лифе, Тимоти Лири је путовао у Мексико да би из прве руке искусио псилоцибинске печурке. По повратку на Харвард 1960. године, он и Ричард Алперт започели су пројекат Харвард Псилоцибин, промовишући психолошко и религијско истраживање псилоцибина и других психоделичних лекова. Након што је Харвард 1963. године отпустио Лирија и Алперта, они су своју пажњу усмерили на промовисање психоделичног искуства у новој хипикултури.
Популаризација ентеогена од стране Васона, Лирија, аутора Теренса Мекена и Роберта Антон Вилсона, и других довела је до експлозије у употреби псилоцибинских гљива широм света. До раних 1970-их, многе врсте псилоцибинских гљива су описане из умерене Северне Америке, Европе и Азије и биле су широко сакупљене. Објављене су и књиге које описују методе узгоја Псилоцибе кубенис у великим количинама. Расположивост псилоцибинских гљива из дивљих и култивисаних извора довела их је до једног од најчешће коришћених психоделичних лекова.
Тренутно, пријављена је употреба псилоцибина у неким групама које се протежу од централног Мексика до Оакца, укључујући групе Нава, Микстеци, Мике, Мазатеци, Запотеци и друге. Важна фигура коришћења гљива у Мексику била је Марија Сабина која је у својој пракси користила аутохтоне печурке, као што је Псилоцибе мексикана.

## Појављивање
Присутна у различитим концентрацијама у око 200 врста Басидиомицота печурки, псилоцибин је еволуирао од свог претка, мускарина, пре 10 до 20 милиона година. У прегледу из 2000. године о дистрибуцији псилоцибинских печурки широм света, Гастон Гузман и колеге су сматрали да се ови расподели између следећих родова: Псилоцибе (116 врста), Гимнопилус (14), Панаеолус (13), Цопеландиа (12), Хипхолома (6), Плутеј (6) Иноцибе (6), Цоноцибе (4), Панаеолина (4), Герронема (2), Агроцибе (1), Галерина (1) и Мицена (1). Гузман је повећао своју процену броја псилоциба који садржи псилоцибин на 144 врсте у прегледу из 2005. године.
Многи од њих су пронађени у Мексику (53 врсте), а остатак је дистрибуиран у Канади и САД (22), Европи (16), Азији (15), Африци (4) и Аустралији и придруженим острвима (19). Уопште, врсте које садрже псилоцибин су тамне, гљиве које расту у ливадама и шумама суптропа и тропа, обично у земљиштима богатим хумусом и биљним остацима. Псилоцибинске гљиве се јављају на свим континентима, али већина врста се налази у суптропским влажним шумама. Врсте Псилоцибе које се обично налазе у тропским подручјима укључују П. цубенсис и П. субцубенсис. П. семиланцеата, која се сматра најраспрострањенијом псилоцибинском гљивом на свету, налази се у Европи, Северној Америци, Азији, Јужној Америци, Аустралији и Новом Зеланду, иако у Мексику нема.

## Ефекти
Ефекти псилоцибинских гљива потичу од псилоцибина и псилоцина. Када се псилоцибин прогута, разграђује се да би се произвео псилоцин, који је одговоран за психоделичне ефекте. Псилоцибин и псилоцин стварају краткотрајно повећање толеранције корисника, што отежава њихово злостављање, јер што се чешће узимају у кратком временском периоду, то су слабији ефекти. Псилоцибинске гљиве нису изазвале физичку или психолошку зависност. Физички ефекти настају око 20 минута након узимања и трају приближно 6 сати. Ефекти укључују мучнину, повраћање, слабост у мишићима, поспаност и недостатак координације, иако се многи од њих могу приписати куповини путем црног тржишта и не узгајања у стерилним, то јест чистим окружењима.
Као и код многих психоделичних супстанци, ефекти психоделичних гљива су субјективни и могу се значајно разликовати међу индивидуалним корисницима. Ефекти мењања ума псилоцибина који садрже гљиве обично трају од три до осам сати, овисно о дози, начину припреме и особном метаболизму. Првих 3-4 сата путовања се обично називају "врхом" - у којем корисник доживљава живописније визуелне ефекте и искривљења стварности. Међутим, ефекти могу трајати много дуже кориснику због способности псилоцибина да промени перцепцију времена.
На интернет анкетама, неки корисници псилоцибина су пријавили симптоме халуциногеног перзистирајућег поремећаја опажања, иако је то неуобичајено и узрочна веза са употребом псилоцибина је нејасна. Постоје случајеви поремећаја опажања и паничног поремећаја који почињу након употребе псилоцибинских гљива у честим корисницима канабиса са већ постојећом историјом дереализације и анксиозности.

### Чула
Ефекти на чула укључују визуелне и слушне халуцинације праћене емотивним променама и измењеном перцепцијом времена и простора. Видљиве промене у слушним, визуелним и тактилним чулима могу постати очигледне око 30 минута до једног сата након гутања, мада се могу десити и до два сата. Ове промене у перцепцији визуелно укључују побољшање и контрастирање боја, чудне светлосне појаве (као што су ауре или "ореоле" око извора светлости), повећана оштрина вида, површине које се чине да трепере, трепере или дишу; комплексне отворене и затворене визуелне визуре константи или слика форми, објеката који искривљују, претварају или мењају чврсте боје; осећај топљења у окружењу и трагови иза покретних објеката. Звукови могу изгледати као да су повећали јасноћу - музика, на пример, може имати дубок осећај ритма и дубине. Неки корисници доживљавају синестезију, при чему виде, на пример, визуализацију боје када чују одређени звук. 

### Емоције
Као и код других психоделика, као што је ЛСД, искуство, или 'путовање', у великој мери зависи од сета и подешавања. Весеље, депресија, недостатак концентрације и опуштање мишића (укључујући и проширене зенице) су нормални ефекти, понекад у истом путовању. Негативно окружење могло би допринети лошем путовању, док би угодно и познато окружење поставило терен за угодно искуство. Психоделици чине искуство интензивнијим, тако да ако особа уђе у путовање у стању анксиозности, вероватно ће искусити појачану анксиозност на свом путовању. Многи корисници сматрају да је пожељно узимати печурке са пријатељима или људима који су упознати са "триповањем". Психолошке последице употребе псилоцибина укључују халуцинације и немогућност да се уочи фантазија из стварности. Могу се појавити и паничне реакције и психозе, нарочито ако корисник унесе велику дозу. Поред ризика повезаних са ингестијом псилоцибина, појединци који желе да користе псилоцибинске печурке такође ризикују тровање ако је једна од многих врста отровних гљива помијешана са псилоцибинском гљивом.

## Дозирање
Дозирање гљива које садрже псилоцибин зависе од јачине гљиве (укупни садржај псилоцибина и псилоцина у гљивама), која се значајно разликује како између врста, тако и унутар исте врсте, али је типично око 0,5–2,0% сушене масе печурке. Типична ниска доза уобичајене врсте Псилоцибе кубенсис је око 1,0 до 2,5 грама, док се око 2,5 до 5,0 грама сушеног материјала гљива сматра јаком дозом. Изнад 5 г често се сматра тешка доза са 5,0 грама сушене гљиве која се често назива "херојска доза".
Студија на Универзитету Џонс Хопкинс открила је да је доза од 20 до 30 милиграма псилоцибина наособу од 70кг, због мистичног искуства, донела трајне позитивне промене особинама, укључујући алтруизам, захвалност, опрост и осећај блискости другима када је комбинован са медитацијом и опсежном духовном праксом.
Концентрација активних једињења псилоцибина варира не само од врста до врста, већ и од гљива до гљива унутар одређене врсте, подврсте или сорте. Исто важи и за различите делове исте гљиве. Код врсте Псилоцибе самуиенсис, сушена капа гљиве садржи највише псилоцибина на око 0,23% -0,90%. Миелија садржи око 0,24% -0,32%.

## Легалност
Псилоцибинске гљиве су регулисане или забрањене у многим земљама, често носе озбиљне законске казне (на пример, Закон о психотропним супстанцама САД, Закон о злоупотреби дрога у Великој Британији из 1971. и Закон о лековима из 2005 у Канади Закон о контролисаним лековима и супстанцама).

### Став УН-а
Псилоцибин и псилоцин су наведени као лекови Прве групе према Конвенцији Уједињених нација о психотропним супстанцама 1971. Сматра се да лекови Прве групе велики потенцијал за злоупотребу и нису признати за медицинску употребу.

### Аустрија
Психоактивне гљиве, у свежем облику, остају легалне у неким земљама, као што је Аустрија.

### Холандија
Дана 29. новембра 2008. године, Холандија је објавила да ће забранити узгој и употребу гљива које садрже псилоцибин почевши од 1. децембра 2008. Док је неколико врста печурки - од којих су најпознатије мање јаки "тартуфи" - вероватно због пропуста који нису стављени на листу забрана, неке паметне продавнице настављају своју продају.

### Велика Британија
Сушене печурке су класификоване као илегалне, јер су се сматрале препаратом који садржи псилоцибин.
Забрана у Великој Британији за свеже печурке уведена 2005. године била је под великим критикама, али је убрзана крајем Парламента 2001-2005; до тада, магичне печурке су се продавале у Великој Британији.

### Сједињене Америчке Државе
Апелациони суд у Новом Мексику одлучио је 14. јуна 2005. да се узгој псилоцибинских гљива за личну потрошњу не може сматрати „производњом контролисане супстанце” у складу са државним законом. Међутим, он и даље остаје незаконит по савезном закону.
У децембру 2018. године, државни секретар Орегона одобрио је иницијативу за гласање која би учинила психоделичне гљиве легалним међу лиценцираним терапеутима.
У мају 2019. године, Денвер, Колорадо, постао је први град у Америци који је декриминализовао псилоцибинске печурке након што је уредба коју је написала заговарачка група под називом "Декриминализирајмо Денвер" примљена на гласање, и гласала је са 50,6% гласова. Иницијатива заправо није легализирала гљиве, али забрањује Денверу да троши било каква средства за кривично гоњење људи због њихове употребе или поседовања.

### Индија
Псилоцин је илегалан у Индији. Међутим, провођење ове забране је компликовано чињеницом да иако је сама супстанца забрањена, гљиве које садрже супстанцу нису.